# 畑めい
畑 めい（はた めい、1999年6月30日 - ）は、日本のAV女優。

## 略歴・人物
2018年12月、エスワン専属女優としてAVデビュー。
2019年4月をもって専属を離れ、企画単体女優となる。
趣味はスイーツ巡り。

## 出演作品

### アダルトビデオ
2018年
- 新人 NO.1STYLE 畑めい AVデビュー（12月19日、エスワン）

2019年
- 19歳 畑めい 初イキ! 初潮吹き! 性感開発3本番スペシャル（1月19日、エスワン）
- 交わる体液、濃密セックス（2月19日、エスワン）
- 激イキ118回! 痙攣4300回! イキ潮2800cc! 早熟19歳ボディ エロス覚醒 はじめての大・痙・攣スペシャル（3月19日、エスワン）
- 嫌がる顔も敏感な肉体も最高すぎてめちゃくちゃ犯した直後に同じ制服少女を追撃レ●プ（4月19日、エスワン）
- 道玄坂プロモーション（7月19日、キチックス）※「るか」名義
- 解禁 真正中出し（7月25日、本中）
- 兄と近親相姦している禁断の素人娘（8月9日、赤面女子）※「めい」名義

### アダルトVR
- グレードアップ改良版!! 顔面ベロ舐め!耳穴舌入れドリル!バキュームフェラ! いつでもどこでも<舐めまわしご奉仕>してくれる淫乱おしゃぶりメイド（2019年8月15日、kawaii*）